# Râul Valea Gardului
Râul Valea Gardului este un afluent al râului Păușa. 